# NGC 6797
NGC 6797 is een dubbelster in het sterrenbeeld Boogschutter. Het hemelobject werd in 1860 ontdekt door de Duits-Amerikaanse astronoom Christian Heinrich Friedrich Peters.

## Synoniemen
- ESO 525-**10